# Земля Иштар
Земля́ Ишта́р (лат. Ishtar Terra) — один из основных горных регионов («материков») Венеры, второй по размеру после Земли Афродиты. Содержит высочайшие горы планеты. Назван в честь аккадской богини Иштар; это название было утверждено Международным астрономическим союзом в 1979 году.

## Общее описание
Земля Иштар находится на «видимом» (то есть обращённом к Земле во время максимального сближения с Венерой) полушарии планеты. Она расположена недалеко от северного полюса (координаты её центра — 65° с. ш. 10° з. д. / 65° с. ш. 10° з. д.. Точное указание площади Земли Иштар и положения её крайних точек затруднено некоторой размытостью её границ. Согласно одной из оценок, с севера на юг она простирается на 2500 км, а с запада на восток — на 8000 км. Площадь Земли Иштар составляет 8,5 млн км², что немного больше площади Австралии и немного меньше площади США.
На севере Земля Иштар граничит с равниной Снегурочки, на западе — с равниной Либуше, на юго-западе — с равниной Седны, на юге — с равниной Берегини, на юго-востоке — с равниной Леды, на востоке — с равниной Аудры.

## Детали рельефа
В центре Земли Иштар стоит высочайшая горная система Венеры — горы Максвелла, достигающие высоты 11 км. К западу от них начинается высокогорное плато Лакшми, по краям которого проходят и другие горные хребты — горы Фрейи на севере, горы Акны на северо-западе и горы Дану на юго-востоке. На юго-западе плато обрывается уступом Весты. На востоке горы Максвелла переходят в тессеру Фортуны — местность со своеобразным сложно пересечённым рельефом.
Разные детали рельефа Земли Иштар формировались по-разному: в этом участвовали и тектонические, и вулканические процессы, и, в некоторой мере, удары астероидов. Горные хребты имеют тектоническое происхождение. Плато Лакшми интерпретируют как вулканический объект. На нём есть два крупных вулкана — патера Сакаджавеи и патера Колетт. В горах Максвелла лежит 100-километровый ударный кратер Клеопатра, из которого наружу вытекло немало расплавленных пород.